# Мекули, Эсад
Эсад Мекули (алб. Esad Mekuli; 17 декабря 1916, Плав, Австро-Венгрия (ныне Черногория) — 6 августа 1993, Приштина, СР Югославия (ныне Республика Косово) — албанский писатель, поэт, публицист и переводчик. Первый президент Академии наук и искусств Косова. Основатель современной албанской поэзии на территории бывшей Югославии. Доктор наук.

## Биография
Родился в семье мусульманского священнослужителя в горной деревне Плав на черногорско-албанской границе, где по-прежнему почитаются национальные традиции.
Обучался на факультете ветеринарной медицины Белградского университета. Со студенческих лет был связан с марксистскими кружками. Участник гражданской войны в Испании. За политическую деятельность в 1940 г. был арестован, освобожден после объявления амнистии в апреле 1941 года. Работал военным ветеринаром в г. Печ. В 1942 году по подозрению в связях с движением сопротивления был повторно арестован итальянскими оккупационными властями. После его освобождения в 1943 году, вступил в партизанский отряд, был редактором нелегальной партизанской газеты «Lirija» («Свобода»).
После окончания Второй мировой войны продолжал работать ветеринаром, а также редактором единственной легальной албанской газеты в Косово «Rilindja».
В 1949 году основал литературный журнал «Jeta e Re» («Новая жизнь») и оставался его главным редактором до 1971 года. Был сотрудником многих газет в Сербии (особенно, в Косово), Черногории, Македонии и Хорватии.
Эсад Мекули — первый председатель Союза писателей Косово и первый руководитель Академии наук и искусств Косова (1975—1979).
В 1959 г. получил докторскую степень по ветеринарии в Белградском университете.
Член-корреспондент Югославской академии наук. Заграничный член Словенской академии наук и искусств.
Умер в Приштине 6 августа 1993 года.

## Творчество
Как поэт дебютировал довольно поздно. Первый сборник стихов издал в 40-летнем возрасте. Мекули был приверженцем социалистических идей, в его произведениях, написанных по влиянием стихов Миджени из Шкодера, отражено возмущение несправедливостью, насилием, геноцидом косовских албанцев.
Кроме прозы и поэзии занимался переводом югославской литературы на албанский язык и албанской литературы на сербский. На его счету 18 переведенных книг, в том числе, произведения черногорского поэта-принца Петра Петровича.

## Избранные произведения
- 1955: Për ty (для тебя)
- 1966: Dita e re (Новый день)
- 1971: Avsha Ada
- 1973: Vjersha (Стихи)
- 1981: Brigjet
- 1984: Rini e kuqe — (Красная молодость)
- 1986: Në mes të dashurisë dhe urrejtjes (Между любовью и ненавистью)
- 1989: Dita që nuk shuhet (Свет, который не гаснет)

Стихи Эседа Мекули переведены на сербский, македонский, венгерский, хорватский, итальянский и другие языки. Его работы представлены во всех антологиях албанской поэзии и многих зарубежных сборниках.